# Makedonische Dynastie

Die Byzantinischen Themenverwaltung auf dem Balkan um 1045

Die makedonische Dynastie ist die Familie der byzantinischen Kaiser von Basileios I. dem Makedonier (867–886) bis Theodora III. († 1056). Der Name der Dynastie war eine geographische und nicht eine ethnische Bezeichnung.
Der Stammvater Basileios I. gehörte einer armenisch-griechischen Familie an, die sich im byzantinischen Thema Makedonien niedergelassen hatte. Er verbrachte einen Teil seiner Kindheit in Bulgarien, wo seine Familie seit 813 als Gefangene des bulgarischen Fürsten Krum gelebt hatte. Ihm gelang die Flucht und die Aufnahme als Stallknecht in den Dienst des Theophilitzes, einem Verwandten des Bardas, dem Onkel des Kaisers Michael III., der ihm den Zugang zur Macht eröffnete. Mit dem Mord an Michael im Jahr 867 erlangte er den Kaisertitel.
Die Familie starb im Jahr 1056 mit der Kaiserin Theodora III. aus, die kurz vor ihrem Tod den familienfremden Michael VI. zum Nachfolger bestimmte, der bereits ein Jahr später vom Adel unter Isaak Komnenos verdrängt wurde.
Kulturell erlebte das Reich unter den makedonischen Kaisern eine neue Blütephase, die sogenannte Makedonische Renaissance.

## Byzantinische Kaiser aus der makedonischen Dynastie
- Basileios I. der Makedonier (867–886)
- Leo VI. (886–912)
- Alexander (912–913)
- Konstantin VII. Porphyrogennetos (913–959)
- Romanos I. Lakapenos (920–944)
- Romanos II. (959–963)
- Nikephoros II. Phokas (963–969)
- Johannes I. Tzimiskes (969–976)
- Basileios II. Bulgaroktonos (976–1025)
- Konstantin VIII. (1025–1028)
- Romanos III. Argyros (1028–1034)
- Michael IV. (1034–1041)
- Michael V. (1041–1042)
- Zoë und Theodora III. (1042)
- Konstantin IX. Monomachos (1042–1055)
  - Georg Maniakes (1042–1043), Gegenkaiser
- Theodora III. (1055–1056), 2. Regierungszeit
- Michael VI. (1056–1057)

## Familienbeziehungen
1. Basileios I. der Makedonier (813–886)
  1. Konstantin (ca. 859–879)
  2. Leo VI. der Weise (866–912)
    1. Eudokia († 892)
    2. Anna ⚭ Ludwig der Blinde
    3. Basileios († 900)
    4. Konstantin VII. Porphyrogennetos (905–959) ⚭ 919 Helene († 961), Tochter des Romanos I. Lakapenos
      1. Romanos II. (938–963) ⚭ 1) 942 Berta, Tochter des Königs Hugo von Italien, ⚭ 2) 957 Anastasia, genannt Theophano
        1. (2) Basileios II. Bulgaroktonos (958–1025)
        2. (2) Konstantin VIII. (961–1028)
          1. Eudokia, Nonne
          2. Zoë (980–1050) ⚭ 1) 1028 Romanos III. Argyros (um 968–1034), ⚭ 2) 1034 Michael IV. (1010–1041), ⚭ 3) 1042 Konstantin IX. Monomachos († 1055)
          3. Theodora III. († 1056)

        3. (2) Anna (963–1011) ⚭ 989 Wladimir I. Großfürst von Kiew († 1015)

      2. Agathe
      3. Maria (Irene) ⚭ 927 Peter Zar der Bulgaren († 970)
      4. Theodora ⚭ 971 Johannes I. Tzimiskes († 976)

  3. Alexander (870–913)
  4. Stephanos I. (870–893), Patriarch von Konstantinopel 886